# Xiahou Shang
Xiahou Shang (* 185; † 225) war ein Neffe des Wei-Generals Xiahou Dun zur Zeit der Drei Reiche im alten China.
Er diente bei der Schlacht am Berg Dingjun (219) unter seinem Cousin Xiahou Yuan, wurde aber von den Shu gefangen genommen und gegen Chen Shi getauscht. Später griff er unter Cao Zhen das Kaiserreich Wu im Süden an, wurde aber vom Oberbefehlshaber Lu Xun getötet.
Xiahou Shangs Tochter Xiahou Hui war die Gemahlin des Wei-Regenten Sima Shi.